# Haüyna
La haüyna o hauyna es un mineral de la clase de los tectosilicatos, y dentro de esta pertenece al llamado "grupo de la sodalita". Fue descubierta en 1807 en lavas del monte Somma (Italia), siendo nombrado en honor del cristalógrafo francés René Just Haüy. Sinónimos pocos usados son: hauynita, auyina o marialita.

## Características químicas
Es una mezcla compleja de aluminosilicato de sodio y calcio con aniones sulfatos. Puede llevar como impureza aniones cloruro.
Las variedades de colores más pálidos son fácilmente confundibles con la noseana, otro mineral del grupo de sodalitas.

## Formación y yacimientos
Aparece en fonolitas y otras rocas ígneas deficientes en sílice y ricas en elementos alcalinos. Menos comúnmente también se ha encontrado en rocas extrusivas sin nefelina.
Suele encontrarse asociado a otros minerales como: nefelina, leucita, andradita con titanio, melilita, augita, sanidina, biotita, flogopita o apatito.